# Szendrő József-díj (Pesti Magyar Színház)
A Szendrő József-díjat a debreceni Kortárs Galéria tulajdonosa, Koncz Sándor alapította a Pesti Magyar Színház – korábban Nemzeti Színház – volt tagja és a debreceni Csokonai Nemzeti Színház egykori igazgatója emlékének ápolására 2004-ben, Szendrő József 90. születésnapja alkalmából. A Pesti Magyar Színház társulatának tagjai évente, titkos szavazással ítélték oda.

## A díj
A díj egy Szendrő Józsefet ábrázoló, a díjazott nevét is feltüntető egyedi emlékplakett, valamint egy nagy értékű műalkotás – festmény vagy szobor, amit a Pesti Magyar Színház társulatának egy arra érdemes tagja kaphat a társulat művészeinek titkosan szavazata alapján. A díjazott lehet bármilyen művészi állományú, beleértve a művészeti irányítást, a rendezőket, tervezőket is.
A díjat első alkalommal 2004. szeptember 6-án adták át a Magyar Színház évadnyitó társulati ülésén.

## Díjazottak
- 2004: Tóth Sándor[1]
- 2005: Rancsó Dezső[1]
- 2006: Fülöp Zsigmond[1]
- 2007: Mihály Pál[1]
- 2008: Soltész Bözse[2]
- 2009: Csernus Mariann és ifj. Jászai László[3]